# Гімн Ватикану
L'Inno e Marcia Pontificale (Італійська: «Папський Гімн та Марш») є національним гімном Ватикану.

## Гімн Ватикану
Гімн італійською
Roma immortale di Martiri e di Santi,
Roma immortale accogli i nostri canti:
Gloria nei cieli a Dio nostro Signore,
Pace ai Fedeli, di Cristo nell'amore.
A Te veniamo, Angelico Pastore,
In Te vediamo il mite Redentore,
Erede Santo di vera e santa Fede;
Conforto e vanto a chi combatte e crede,
Non prevarranno la forza ed il terrore,
Ma regneranno la Verità, l'Amore.

### Переклад
Гімн українською
Рим безсмертний Мучеників і Святих,
Рим безсмертний, прийми нашу похвалу:
Слава на небі Господу, нашому Богу,
Мир віруючим, хто любить Христа.
До Тебе ми йдемо, Ангельський Пасторе!
В Тобі ми бачимо нашого доброго Спасителя,
Святий Наступник істинної і святої віри;
Спокій і притулок тим, які вірують і борються,
Страх і примус не переможуть,
Проте пануватимуть істина і любов.